# Emil Lundgren AB
Emil Lundgren AB är ett svenskt elteknikföretag. Företaget bildades den 13 februari 1919 i Göteborg av Emil Lundgren med namnet Emil Lundgrens Elektriska AB. År 1997 ändrades företagets namn till Emil Lundgren AB. År 2000 förvärvades företaget av det franska GTIE, som senare bytte namn till VINCI.
Enligt branschorganisationen EIO är Emil Lundgren det femte största elteknikföretaget i Sverige (2013). De största konkurrenterna är Bravida, Assemblin, Skanska, Midroc Electro och Goodtech. 

## Verksamhet

### Affärsområden
Emil Lundgren bedriver verksamhet inom fyra olika verksamhetsområden. 
- El: installationer av elektricitetsanläggningar
- Tele: installationer av telekommunikationssystem
- Instrument: installationer av processinstrument
- Service: service av elteknikanläggningar.

Fram till 2002 var också installationer och utveckling av Automationsanläggningar ett verksamhetsområde. Främst består verksamheten av utförandeentreprenader. 

### Etableringar
Verksamhet bedrivas idag i följande orter:
- Märsta
- Solna
- Årsta
- Uppsala
- Göteborg - Huvudkontor
- Jönköping
- Stenungsund
- Stockholm
- Trollhättan
- Vänersborg
- Helsingborg
- Lund
- Kävlinge
- Malmö

Tidigare har också verksamhet bland annat bedrivits i Luleå, Smålandsstenar och Värnamo.

## Historia
Fram till 1984 var företaget ett rent familjeföretag. 1984 noterades Emil Lundgren-aktien på Stockholmsbörsens OTC-lista. 

### Förvärvet
Den 14 december 1999 presenterade det franska elentreprenadföretaget GTIE (ägt av SGE-koncernen) ett bud på företaget om cirka 260 MSEK (78,50 SEK per B-aktie). Förvärvet slutfördes under våren 2000. GTIE har senare omformats till Vinci Energies Nordic AB och är numera en del av VINCI-koncernen.

### Bolagets utveckling
Emil Lundgren var från början inriktat på industrientreprenader främst på varven i Göteborg. 
Under 1960- och 1970-talet expanderade företaget kraftigt i och med de stora investeringar i bil- och petrokemisk industri i och kring Göteborg. 
Under 1980-talet förvärvades ett antal bolag (bland annat Storstadens Elektriska AB) och 1989 var Emil Lundgren som störst med cirka 1 100 anställda.  
År 1995 gjordes det största förvärvet hittills i form av ElektroCentralen i Landskrona, vilket i början behölls som ett separat dotterbolag. 

### Verkställande direktörer
- Emil Lundgren (1919-1961)
- Harry Lundgren (1961–1978)
- Lennart Lundgren (1978–2000)
- Yves Meignié (2000-2001)
- Mats Ivarsson (2001-2002)
- Gunnar Nilsson (2002-2005)
- Ingemar Lindberg (2005-2012)
- Stefan Fredrickson (2012-2014)
- Åke Thimfors (2014-

### Internationell verksamhet
Företaget har, innan förvärvet, bedrivit en omfattande verksamhet internationellt. Bland annat har etableringar funnits i Norge, Polen och Slovakien. Större projekt har dessutom utförts i bland annat Kina och Saudiarabien.

### Tidslinje
- 1919 - Företaget grundades av Emil Lundgren.
- 1969 - Emil Lundgren avlider och sonen Harry Lundgren tar över som VD.
- 1978 - Harry Lundgren avlider och sonen Lennart Lundgren tar över som VD.
- 1984 - Företaget noteras på Stockholmsbörsens OTC-lista.
- 1988 - Selek AB förvärvades.
- 1989 - Emil Lundgren var som störst med cirka 1 100 anställda.
- 1995 - EC ElektroCentralen AB förvärvas.
- 1999 - GTIE lägger ett bud på företaget.
- 2000 - Företaget förvärvades av GTIE och avnoterades ifrån Stockholmsbörsen.

## Koncern
Emil Lundgren ingår i koncernen Vinci Energies Nordic AB som i sin tur är en del av den franska koncernen Vinci. 
I Vinci Energies Nordic AB ingår också följande varumärken och företag Actemium, Axians AB, Processkontroll Elektriska AB och Processkontroll AB.